# Glatisant la Bestia

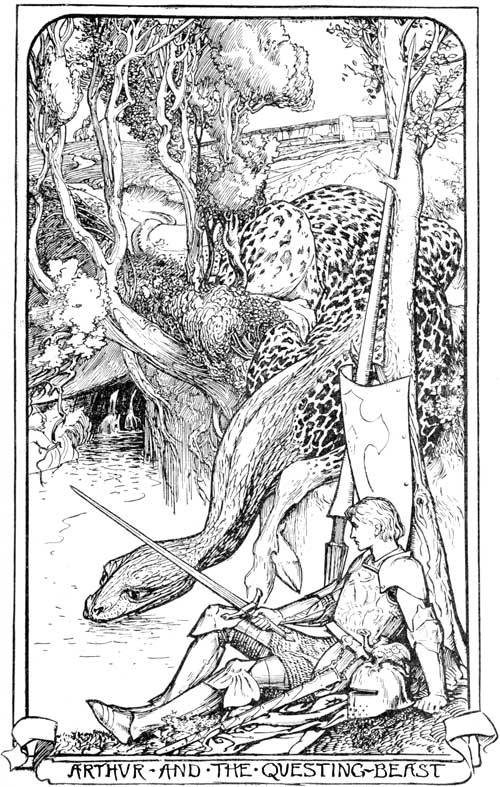
Artu e la bestia Glatisant, illustrazione del 1904 di Henry Justice Ford

La bestia Glatisant (lett. "bestia latrante", nota anche come Questing Beast, o Bestia Errante) è un mostro del ciclo arturiano, soggetto della ricerca di famosi cavalieri come Pellinore, Palamede e Parsifal. La strana creatura ha la testa e il collo di un serpente, il corpo di un leopardo, le cosce di un leone e i piedi di un cervo. Il suo nome viene dal forte rumore che emette dal suo stomaco, un latrato come di «trenta coppie di cani da caccia». Il suo nome deriva dalla parola francese glapissant (lett. "che guaisce, "che latra"), tipico di piccoli cani o volpi. La bestia Glatisant è una variante della giraffa mitologica.

## Perlesvaus
I primi scritti sulla bestia sono nel Perlesvaus e nella Suite du Merlin del ciclo della Post-Vulgata. La storia Post-Vulgata si svolge in Le Morte d'Arthur di Thomas Malory, dove la bestia appare a Re Artù dopo aver avuto una relazione con sua sorella Morgause e generato Mordred (ancora non sapevano di essere imparentati). Artù vede la bestia bere da uno stagno dopo essersi svegliato da un sogno agitato che predice la distruzione che Mordred porterà nel reame; viene poi avvicinato da Re Pellinore che gli rivela come il compito della sua famiglia sia cacciare la bestia. Merlino rivela che la bestia è nata da una donna umana, una principessa che amava il suo stesso fratello. Lei giace con un demonio che le aveva promesso l'amore del ragazzo, ma il demonio la manipola facendola accusare il fratello di stupro. Loro padre lo fece sbranare dai cani, ma prima di morire profetizzò che sua sorella avrebbe dato alla luce un abominio che avrebbe prodotto gli stessi suoni della muta di cani che l'avevano ucciso. La bestia è considerata un simbolo dell'incesto, della violenza, e del caos che alla fine distrussero il regno di Artù.

## "Meravigliosamente grande"
Il Perlesvaus offre una descrizione completamente differente della bestia Glatisant. Qui appare candida, più piccola di una volpe e bellissima alla vista. Il rumore che viene dal suo stomaco è il suono della sua prole che la dilania dall'interno; l'autore vede la creatura come simbolo di Cristo, distrutto dai seguaci della Legge Antica: le Dodici tribù di Israele. La creatura corre incontro a Perlesvaus e costui, preso da compassione, vorrebbe aiutarla portandola sulla groppa del suo cavallo; un giovane cavaliere, però, lo prega di desistere. La bestia prende allora posto sotto una croce rossa per essere divorata dai suoi piccoli che poi spariscono nel bosco. Perlesvaus e il cavaliere ne raccolgono i resti ed il sangue con cura in due coppe dorate, dopodiché pregano davanti alla croce.
Gerbert de Montreuil fornisce una visione simile della bestia nella sua continuazione del Perceval o il racconto del Graal, anche se dice che è "meravigliosamente grande" e interpreta il rumore e la conseguente macabra morte a causa della sua stessa prole come un simbolo degli empi che disturbano la santità della celebrazione eucaristica parlando. Successivamente nella Post-Vulgata, nel Tristano in prosa e negli scritti di Malory, il cavaliere saraceno Palamede dà la caccia alla bestia. È un'impresa tuttavia inutile, come il suo amore per Isotta, l'amante di Tristano, che non gli offre che dispiaceri. Nella Post-Vulgata, la sua conversione al Cristianesimo gli diede sollievo da queste sue disavventure, e il cavaliere uccise infine la creatura durante la ricerca del Graal dopo averla inseguita, con Percival e Galahad, fino a un lago. La bestia appare poi in molte altre storie, inclusi racconti scritti in francese, spagnolo e italiano.

## Versioni moderne
T. H. White re-immagina la bestia Glatisant nel suo romanzo Re in eterno. Come detto da Re Pellinore, la caccia della creatura è sempre stato compito della famiglia Pellinore, e tutti i Pellinore sono infatti addestrati alla caccia dalla nascita (anche se l'allenamento non sembra andare molto al di là del trovare gli escrementi della bestia; il Pellinore descritto da White è più un personaggio comico piuttosto che un cacciatore o un cavaliere). Dopo aver cercato infruttuosamente per tutta la sua vita la bestia, Pellinore è convinto dal suo amico Sir Grummore Grummursum ad abbandonare la sua ricerca. Comunque, quando in seguito scopre che la creatura patisce la mancanza di attenzione, Re Pellinore la rimette in salute e riprende la sua caccia. Poi, la bestia si innamora di Sir Palomides, che si era travestito, insieme a Grummore, da bestia per risollevare lo spirito a Pellinore quando il vero Glatisant non veniva trovato. White che questa è la ragione per cui Palomides caccia la bestia nel racconto di Malory.
La bestia Glatisant compare anche in Persi in un buon libro (2002) e Il pozzo delle trame perdute (2003), insieme a Re Pellinore.  Qui è largamente usata come espediente complementare di una trama comico-drammatica.
Nella serie TV Merlin, durante l'episodio La Morte di Artu compare la bestia. È descritta come un prodotto dell'Antica Magia, la magia della vita e della morte, una creatura d'incubo. "One bite, you die." Nella serie TV il suo aspetto è quello classico: corpo di leopardo e testa di serpente.